# Derolus volvulus
Derolus volvulus är en skalbaggsart som först beskrevs av Fabricius 1801.  Derolus volvulus ingår i släktet Derolus och familjen långhorningar.
Artens utbredningsområde är Filippinerna. Inga underarter finns listade i Catalogue of Life.